# Успенская церковь (Касабланка)
Це́рковь Успе́ния Пресвято́й Богоро́дицы (Успе́нский храм) — приходской храм Северо-Африканской епархии Патриаршего экзархата Африки Русской православной церкви, расположенный в городе Касабланка, Марокко.
Построен в 1958 году. Располагается в округе Маариф района Анфа по адресу улица Блида, 13. В середине XX века являлся центром администрации общин РПЦЗ в Северной Африке.

## История

### Отделение в составе рабатского прихода
Православный русский приход в Марокко возник в 1927 году, когда митрополит Евлогий (Георгиевский) по просьбе проживающих в Рабате верующих прислал туда из Парижа иеромонаха Варсонофия (Толстухина). В 1930 году в Марокко служило уже три иеромонаха, два из которых проживали при рабатском храме Воскресения Христова, а один — при Свято-Троицком храме в Хурибге. Согласно архивным данным, в 1931 году пасхальное богослужение совершалось впервые сразу в трёх городах: Рабате, Хурибге и Касабланке.
Несколько лет богослужения в Касабланке совершались на квартирах верующих, в протестантском храме и в «Русском клубе». Почти каждый месяц для этого из Рабата в Касабланку приезжал иеромонах Александр (Тюменев) или отец Варсонофий.
В 1933 году во временном помещении по адресу Лотарингский бульвар, дом 29, была устроена домовая церковь в честь Успения Божией Матери, вмещавшая до 50 человек. Службы стали совершаться два раза в месяц. Вслед за княгиней В. В. Урусовой ядро русской православной общины Касабланки пополнилось в 1930-х годах другими известными личностями: хирургом И. П. Алексинским и адмиралом А. И. Русиным. В обустройстве приходской жизни принимали активное участие супруги Подчертковы и фон Котен, Л. А. Фрибес, С. И. Рыженков, В. Ф. Мамонтов, З. Н. Шкотт, Л. В. Цисвицкий.
Успенский приход был частью общемарокканского русского православного прихода с центром в Рабате при Воскресенском храме (приход имел юридическое лицо в виде ассоциации Eglise orthodoxe russe et foyer russe au Maroc с отделениями по всему протекторату). Поэтому в Касабланке так же, как и в Рабате, действовал благотворительный комитет по принципу кассы взаимопомощи.

### Переход в юрисдикцию РПЦЗ
После Второй мировой войны руководство общемарокканского прихода во главе с архимандритом Варсонофием вслед за митрополитом Евлогием приняло решение о переходе в юрисдикцию Московского Патриархата. Все русские священнослужители Марокко подчинились этому решению. Однако не согласными с ним оказались многие члены прихода, в том числе актив касабланкского отдела во главе с адмиралом Русиным и княгиней Урусовой, возмущённые принятием отцом Варсонофием советского гражданства. Во время состоявшегося в феврале 1948 года общего собрания в Рабате эта группа оказалась в меньшинстве. А приехавшие к тому моменту из Европы перемещённые лица, желавшие принять юрисдикцию РПЦЗ и выступавшие против любой связи с Москвой, не были допущены к участию в собрании самим Русиным.
В марте 1948 года Русин и Урусова создали другую ассоциацию Communauté et Eglise orthodoxe russe au Maroc, закрепив за ней имущество Успенской домовой церкви на Лотарингском бульваре. Не получив священника из Парижа от архиепископа Владимира, они по совету последнего обратились к митрополиту Анастасию, председателю зарубежного Синода. РПЦЗ решила направить в Марокко своего представителя. Основными кандидатами, для которых были получены марокканские визы, оказались протоиереи Александр Киселёв, отказавшийся от назначения, и Митрофан Зноско, хорошо знакомый перемещённым лицам по служению в барачной церкви DP-лагеря Мёнхегоф. Последний и приехал в Касабланку в сентябре 1948 года.
До приезда отца Митрофана касабланкский приход уже полтора года жил без своего священника (из Рабата священников не принимали). Но каждое воскресенье в Успенской церкви молитвословия совершали миряне, бывшие прихожане отца Митрофана по Мёнхегофу: Е. И. Евец с устроенным им хором, В. И. Травлев.

### Рост общины РПЦЗ в Касабланке и по всему Марокко

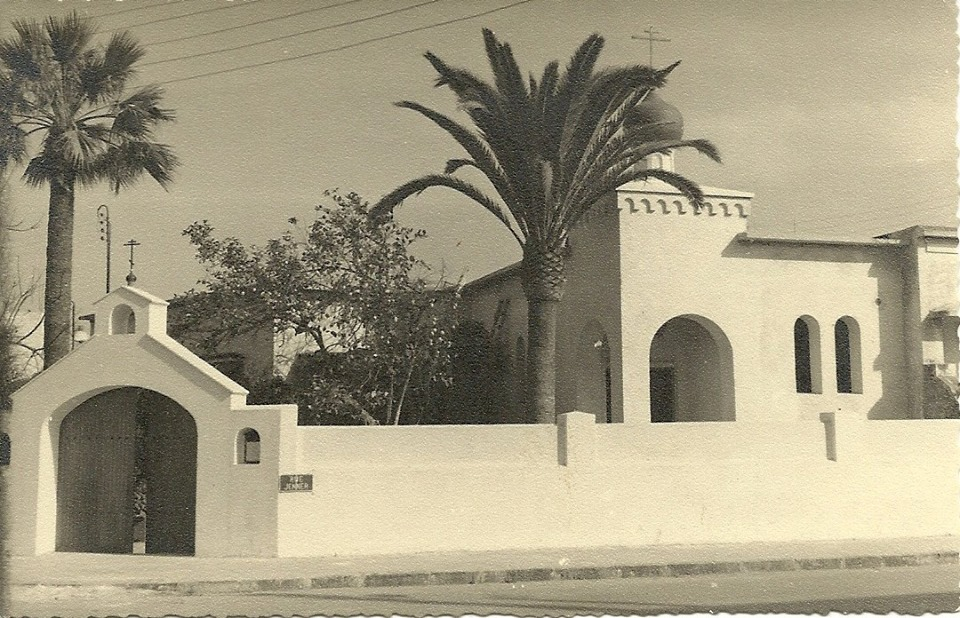

По состоянию на март 1952 года Успенский приход в Касабланке с тремя домовыми храмами объединял 800 человек, проживающих в Касабланке и на юге от неё. В приходе РПЦЗ в Рабате насчитывалось около 200 человек, проживающих в Рабате и на севере от него. В это же время Воскресенский «советский» приход объединял во всех городах Марокко не более 120 человек.

### Успенский храм в независимом королевстве
С 1970-х годов в связи с тем, что прихожан почти не осталось, Русская Зарубежная Церковь более не назначала в Касабланку настоятеля. Храм с тех пор окормлялся приезжающим 1-2 раза в год священником РПЦЗ из Западной Европы.
В 1978 году приходская территория была передана РПЦЗ в аренду православной семье Гнедичей с целью сохранить храм и оставить возможность для совершения в нём редких богослужений. В связи с отъездом Гнедичей в Париж на постоянное место жительства в 1986 году Западно-Европейская епархия РПЦЗ была вынуждена заключить аренду на тех же условиях с марокканским гражданином Мохамедом М’Жидом, почётным представителем Верховного комиссара ООН по делам беженцев. С тех пор на территории прихода располагался офис этой организации.
В 1990-е годы растущую общину Успенского храма окормлял священник РПЦЗ Николай Семёнов. С 2000 года, несмотря на неоднократные обращения к нему со стороны православных жителей Касабланки, он ни разу не приехал в Марокко для совершения богослужений.
С 2002 года Успенская церковь окормлялась священником Андреем Прониным, настоятелем греческого храма Касабланки (Александрийский Патриархат), совершавшим в ней регулярные богослужения для все возраставшей русскоговорящей православной общины города.
С 2005 года в рамках переговоров, завершившихся в 2007 году подписанием Акта о каноническом общении, Отдел внешних церковных связей с участием Генконсульства России в Касабланке помогал РПЦЗ в решении имущественного вопроса вокруг Успенского храма. Результатом этого сотрудничества стало, в том числе, взаимное согласие о том, чтобы в Касабланку для совершения богослужений периодически выезжали священники Московского Патриархата, настоятели Воскресенской церкви Рабата.

### Продажа храма и борьба за него православных верующих

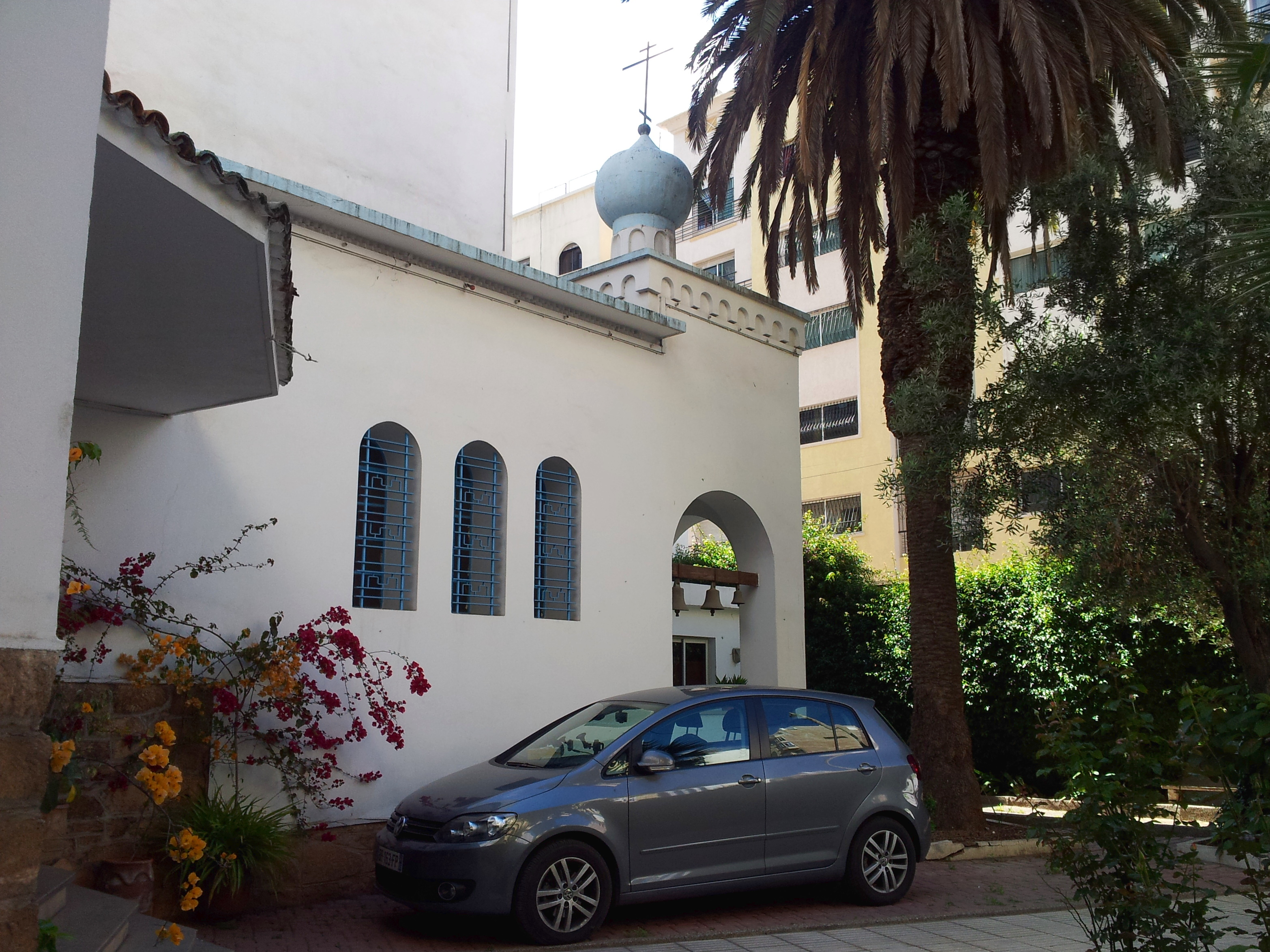
Вид на Успенскую церковь Касабланки с приходского двора. 2012 год

В начале 2000-х Николай Семёнов, уже лишённый к тому времени сана за уход в раскол, воспользовавшись подложными удостоверениями, выданными в 2002 году бывшим епископом Каннским Варнавой (Прокофьевым), перезаключил договор об аренде помещений Успенского прихода в Касабланке, в 2004 году тайно изменил устав приходской ассоциации, а в конце декабря 2011 года — начале января 2012 года при содействии двух лиц, не имеющих отношения к Успенскому храму, без ведома и вопреки воле православной общины города оформил документы о продаже Успенского храма марокканской предпринимательнице, целью которой является снос храма и строительство на его территории делового здания.
Последнее богослужение было совершено в нём в день памяти преподобного Серафима Саровского 2/15 января 2012 года священником Московского Патриархата Максимом Массалитиным из Рабата. Незадолго до прекращения богослужений в храме усилиями верующих был совершён ремонт.
1 февраля 2012 года в храм вошли нанятые Семёновым марокканские рабочие, разломали ценный иконостас, отодрали от стен старые иконы и попытались вынести святыни храма в неизвестном направлении, но были остановлены арендатором приходских помещений. 16 февраля срочно прибывший в Касабланку архиепископ Женевский и Западно-Европейский Михаил (Донсков), в ведении которого находится Успенский храм, вместе со священником Максимом Массалитиным, настоятелем русского Воскресенского храма в Рабате, подали жалобу в полицию и генеральному королевскому прокурору Касабланки.
4 июня 2012 года в Касабланке прошла санкционированная властями манифестация против сноса храма.
18 июля 2013 года в день памяти преподобного Сергия Радонежского храм был возвращён в досудебном порядке приходу этого храма. Через день покупатель вернул большую часть храмовых святынь. В течение недели верующие приводили в порядок церковь перед первым молебном. Впрочем, храм нуждается в помощи реставраторов. Первое после возвращения храма богослужение состоялось в день 1025-летия Крещения Руси.
Судебное дело длилось до начала 2020 года и завершилось передачей имущества храма русской православной общине Марокко.